# Carthage (Tennessee)
Carthage is een plaats (town) in de Amerikaanse staat Tennessee, en valt bestuurlijk gezien onder Smith County.

## Demografie
Bij de volkstelling in 2000 werd het aantal inwoners vastgesteld op 2251.
In 2006 is het aantal inwoners door het United States Census Bureau geschat op 2237, een daling van 14 (-0,6%).

## Geografie
Volgens het United States Census Bureau beslaat de plaats een oppervlakte van
7,4 km², geheel bestaande uit land. Carthage ligt op ongeveer 157 m boven zeeniveau.

## Plaatsen in de nabije omgeving
De onderstaande figuur toont nabijgelegen plaatsen in een straal van 24 km rond Carthage.